# 長野県中部地震
長野県中部地震（）は、2011年（平成23年）6月30日08時16分37秒 (JST) ごろ、長野県松本市付近で発生した地震である。地震の規模はMj5.4 (Mw5.0) 。

## 地震のメカニズム
震源の深さが4キロメートル (km) と浅く、地殻内で発生した地震である。松本市付近では、東北地方太平洋沖地震の発震直後から地震活動が活発化していたことから、この地震の誘発地震とされている。発震機構解は、西北西 - 東南東に圧縮軸を持つ横ずれ断層型であった。また、余震分布から北北西 - 南南東走向の左横ずれ断層であると推定されている。この地震の震源域付近に位置し、東北地方太平洋沖地震により発生確率が上昇したとされる牛伏寺断層との関連も指摘されたが、観測の結果、牛伏寺断層と松本盆地東縁断層の境界付近で発生した地震であった。
被害が松本市に集中したため、松本地震とも呼ばれている。

## 各地の震度
| 震度 | 都道府県 | 観測地点                 |
| ---- | -------- | ------------------------ |
| 5強  | 長野県   | 松本市丸の内             |
| 5弱  | 長野県   | 松本市沢村               |
| 4    | 長野県   | 松本市美須々、山形村役場 |

## 被害

### 死傷者
この地震により、松本市で44歳の男性が本の下敷きになり死亡した。また、14人が重軽傷を負った。

### 建物
住家24軒が半壊、6117軒が一部損壊した。松本城も天守の壁に複数のひびが入る等の被害を受けた。

### 交通
大糸線（松本駅 - 信濃大町駅）、中央本線（小淵沢駅 - 塩尻駅）、篠ノ井線（塩尻駅 - 篠ノ井駅）、飯田線、松本電鉄が一時運転を見合わせた。またその関係で中央西線、信越本線、しなの鉄道線などで若干の遅れが発生した。また、道路では松本空港線の一部が通行止めとなった。

## 他の地震・活断層との関連
2011年3月11日に発生した東北地方太平洋沖地震（東日本大震災）の遠方誘発地震と考えられている（「東北地方太平洋沖地震の前震・本震・余震の記録」も参照）。この地震以降、長野県中部エリアにおける本地震の震源域付近では気象庁精密地震観測室（現・気象庁松代地震観測所、長野県長野市松代町）が震度1以上の有感地震の増加を観測していた。同観測室では東北地方太平洋沖地震の地殻変動による影響を指摘している。同年3月12日に発生した、同じく東北地方太平洋沖地震の遠方誘発地震とみられている。なお、長野県北部地震と本地震の関連性は認められていない。
この地域では、2011年3月11日以降地震活動が活発化していたが、5月中旬ころから1か月半程度の静穏化が発生していた。

## 緊急地震速報
地震波の検知から 3.6秒後にマグニチュード 4.6 と推定し、46.8秒後の8時17分28秒ごろの第9報を一般向けの緊急地震速報として長野県の全域に発表した。

## 参考資料・情報
- 気象庁被害地震(平成8年以降)
- 長野県危機管理部 (2011年6月30日). “6月30日に発生した地震による県内への影響について” (PDF). 2012年2月21日時点のオリジナルよりアーカイブ。2012年4月12日閲覧。